# Cappella Palatina

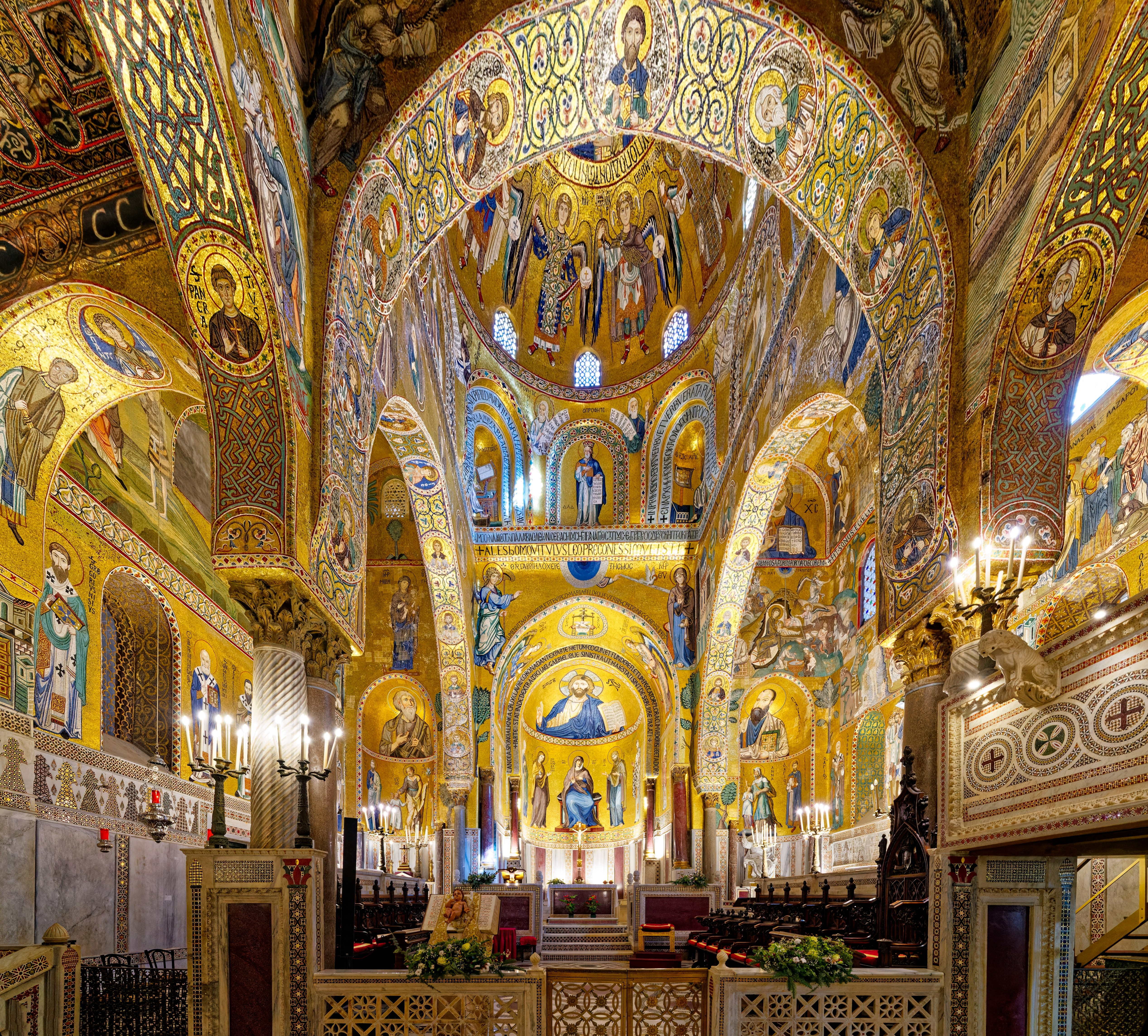
Blick auf den Altar, das vordere Hauptschiff und die Seitenschiffe. In der Zentralapsis und der Kuppel ist Christus als Pantokrator abgebildet. In den Seitenschiffen links Paulus von Tarsus und rechts Simon Petrus.

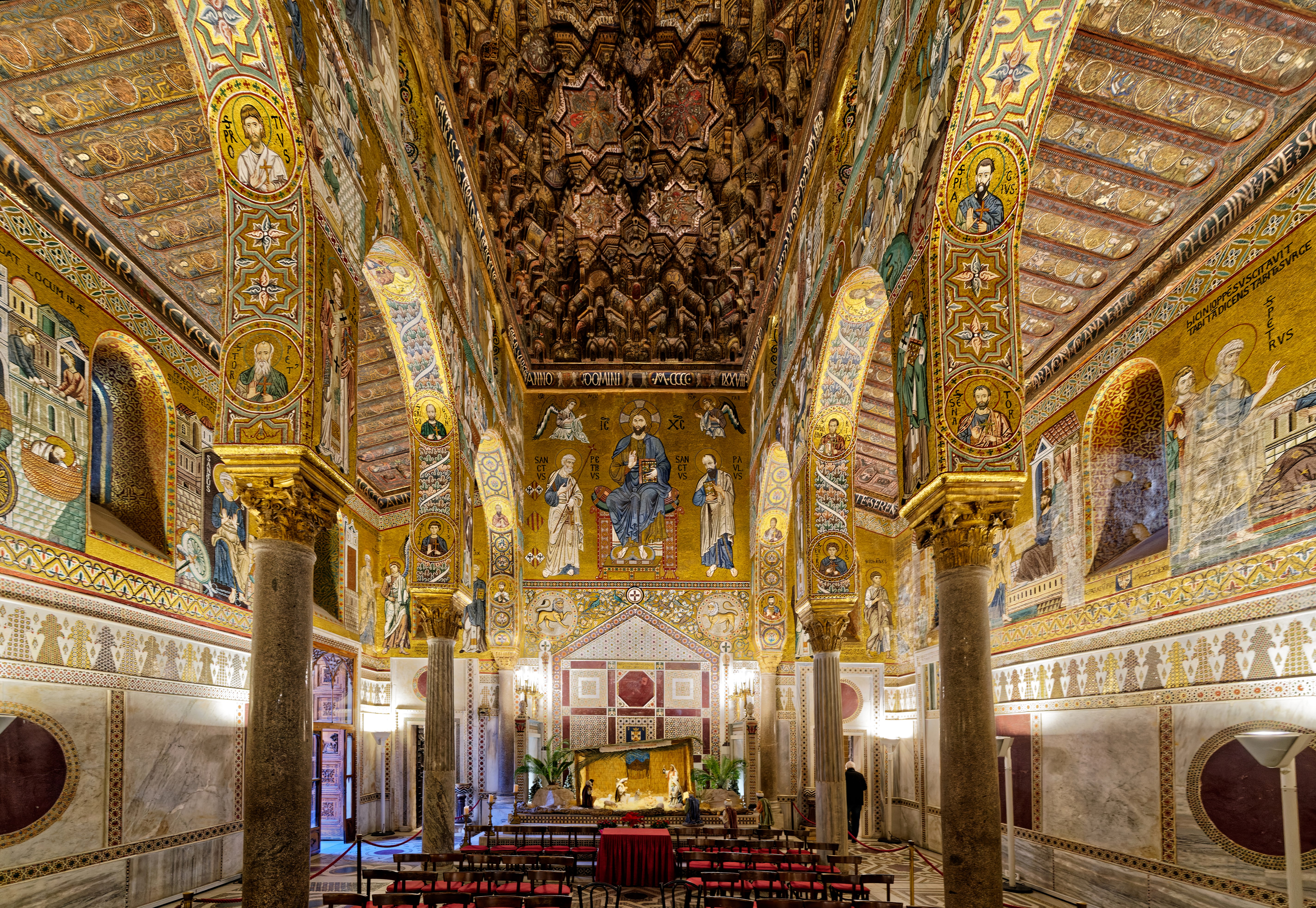
Blick vom Altarraum.

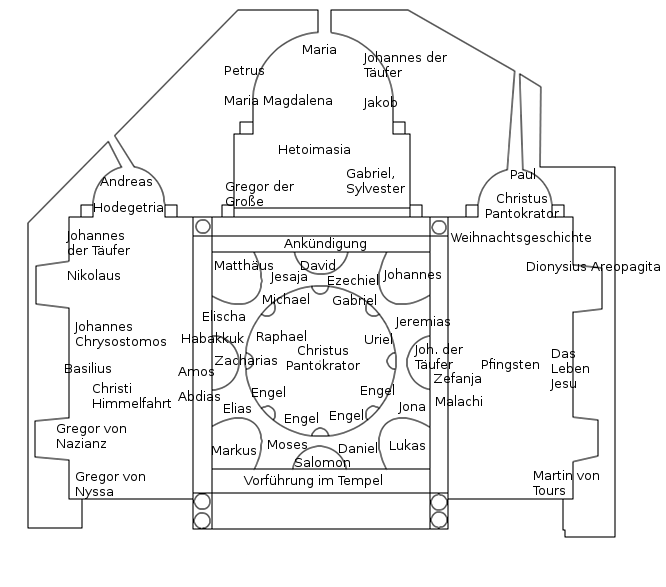
Bildprogramm des Chores

Die Cappella Palatina („Palastkapelle“) wurde 1132 bis 1140 n. Chr. unter König Roger II. im normannisch-arabisch-byzantinischen Stil als Hofkapelle des Palazzo dei Normanni von Palermo errichtet. Die Weihe fand 1140 statt, das Mosaik in der Kuppel ist 1143 datiert. Vollständig fertiggestellt war die Ausgestaltung beim Tod Rogers II. 1154 noch nicht. Die Cappella Palatina ist Teil des UNESCO-Weltkulturerbes Arabisch-normannisches Palermo und die Kathedralen von Cefalù und Monreale.

## Aufbau
Aufbau und Ikonographie der Cappella Palatina sind dadurch bestimmt, dass sie den beiden damals auf Sizilien verbreiteten Riten, dem seit dem 8. Jahrhundert auf Sizilien vorherrschenden byzantinischen Ritus und dem von den Normannenherrschern wieder eingeführten römischen Ritus entsprechen sollten. Während nach byzantinischer (östlicher) Tradition die Ikonographie vertikal zu lesen ist (wie in La Martorana), das heißt ausgehend von der Kuppel nach unten, ist sie nach lateinischer (westlicher) Tradition horizontal zu lesen (wie in der Kathedrale von Monreale), also von vorne (der Apsis aus) nach hinten. Beide Traditionen sind in der Cappella Palatina verknüpft. An das nach Art eines Zentralgebäudes ausgeführte Presbyterium mit Kuppel schließt sich ein dreischiffiges Langhaus nach Art einer westlichen Basilika an.
Der Fußboden ist mit kunstvollem Marmor und Porphyr geschmückt. Die Decke aus Holz ist reich mit arabischer Schnitzkunst (Muqarnas) verziert. Gestützt wird diese von massiven Marmorsäulen mit korinthischen Kapitellen. Der Höhepunkt sind aber wohl die Mosaiken an den Wänden und in der Kuppel. Während sich in der Kuppel acht Engel um Christus als Pantokrator reihen, sind an den Seitenwänden Darstellungen des Lebens Christi und Paulus, sowie Episoden aus dem Alten Testament. Die Mosaiksteine bestehen aus farbigem und mit Blattgold verziertem Glas.

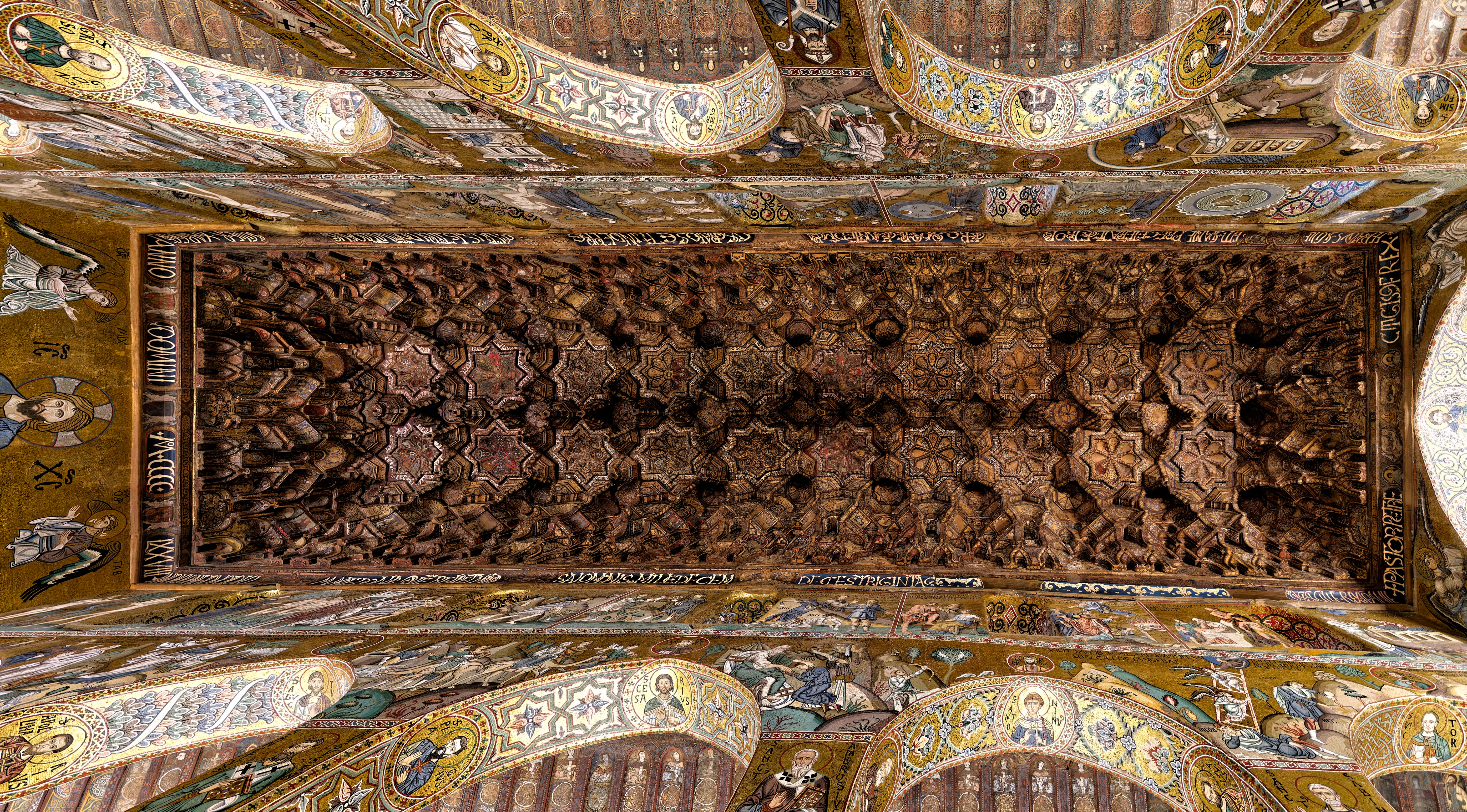
Die restaurierte Holzdecke.

Eine weitere Besonderheit ist eine Inschrift links des Eingangs in Latein, Griechisch und Arabisch, welche die engen kulturellen Verflechtungen der Entstehenszeit verdeutlicht. Die Inschrift erinnert an eine Wasseruhr, die Roger II erbauen ließ.
An der Eingangsfassade im Innenhof des Palastes befinden sich Mosaike aus dem 19. Jahrhundert, welche durch König Ferdinand I. in Auftrag gegeben wurden. Das Eingangstor aus Nussbaumholz, von Rosario Bagnasco gefertigt, stammt ebenfalls aus dem 19. Jahrhundert.
Von 2003 bis 2008 wurden die Kapelle und ihre Mosaiken mit Unterstützung des deutschen Unternehmers und Kunstmäzens Reinhold Würth restauriert.

## Sonstiges
Die Cappella Palatina gehört seit 1140 bis heute zur Pfarrei des Hl. Apostels Petrus im Erzbistum Palermo. Der Pfarrbereich umfasst das Palastgebäude sowie den Friedhof der Kirche San Giorgio in Kemonia. Dieser Friedhof diente einst als Ruhestätte für verstorbene Mitglieder des Hofes im Normannenpalast.
Die ca. 50 Mitglieder der kleinen Pfarrei werden seit 2011 von Pfarrer Mons. Michele Polizzi betreut. Dabei dient die Kapelle auch zur geistlichen Betreuung der Abgeordneten und Mitarbeiter der im Normannenpalast tagenden Sizilianischen Regionalversammlung.  

An Sonntagen wird die Heilige Messe um 10:00 Uhr gefeiert und ist öffentlich zugänglich.

Die reich geschmückten Seitenschiffe
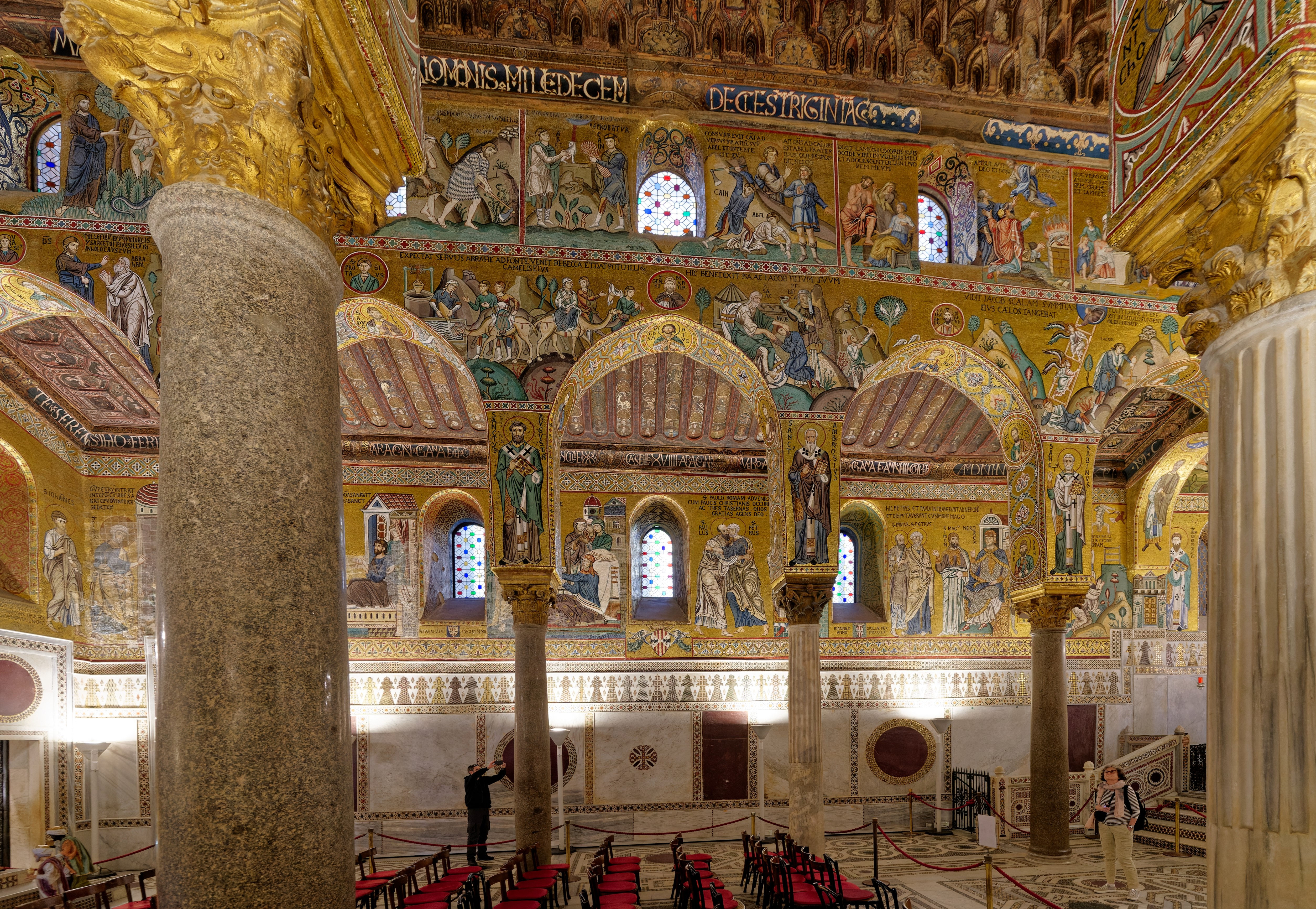
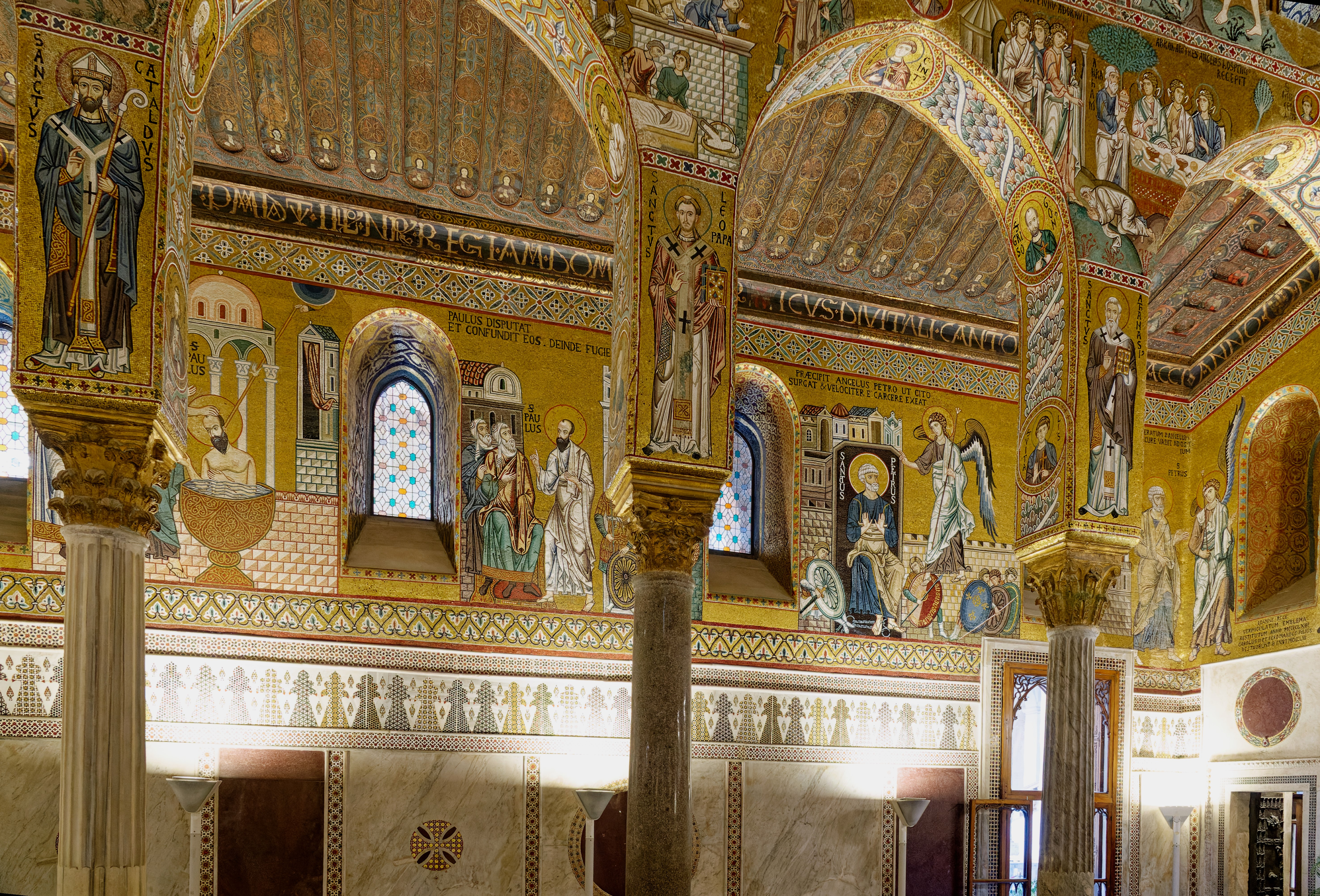
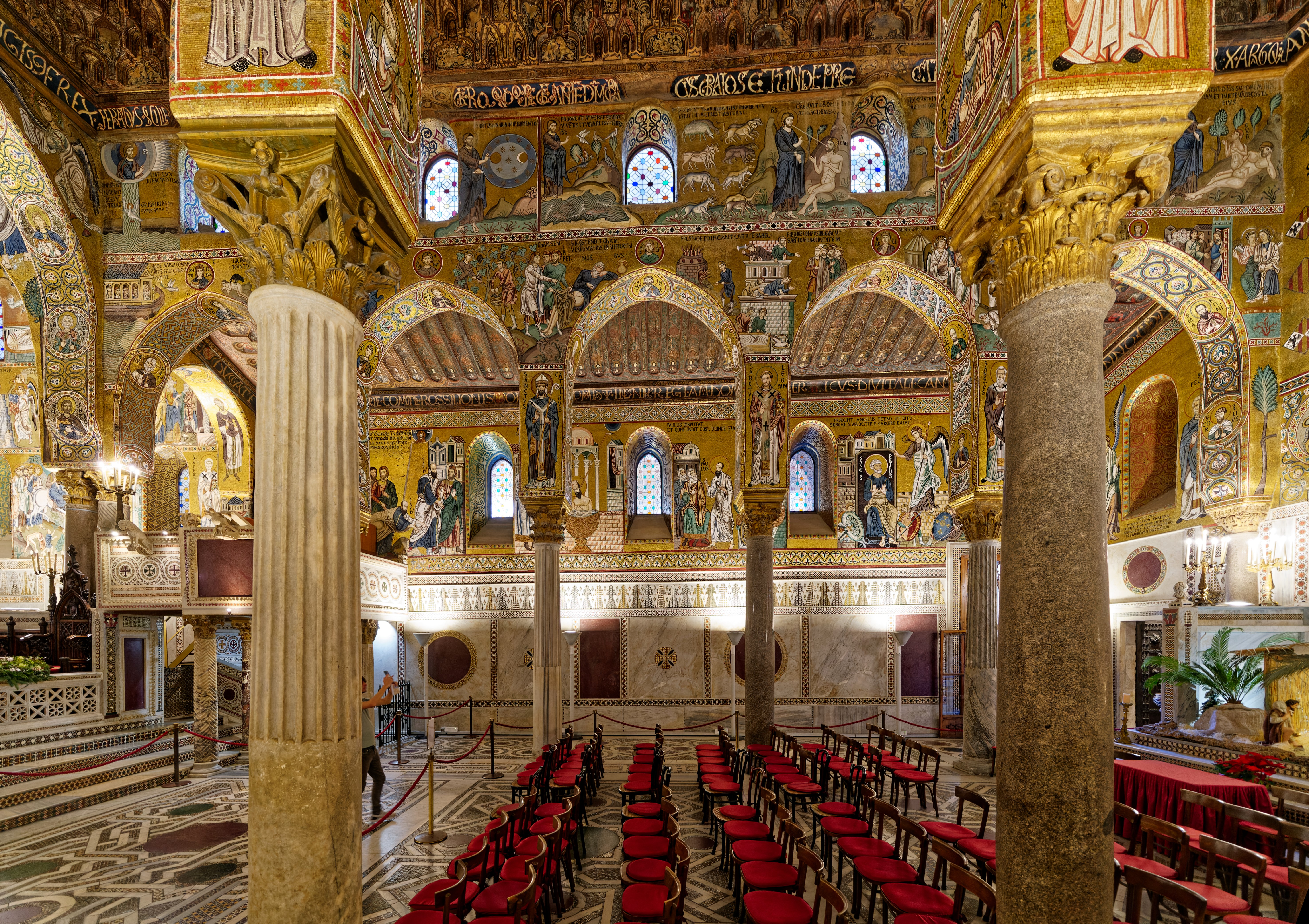
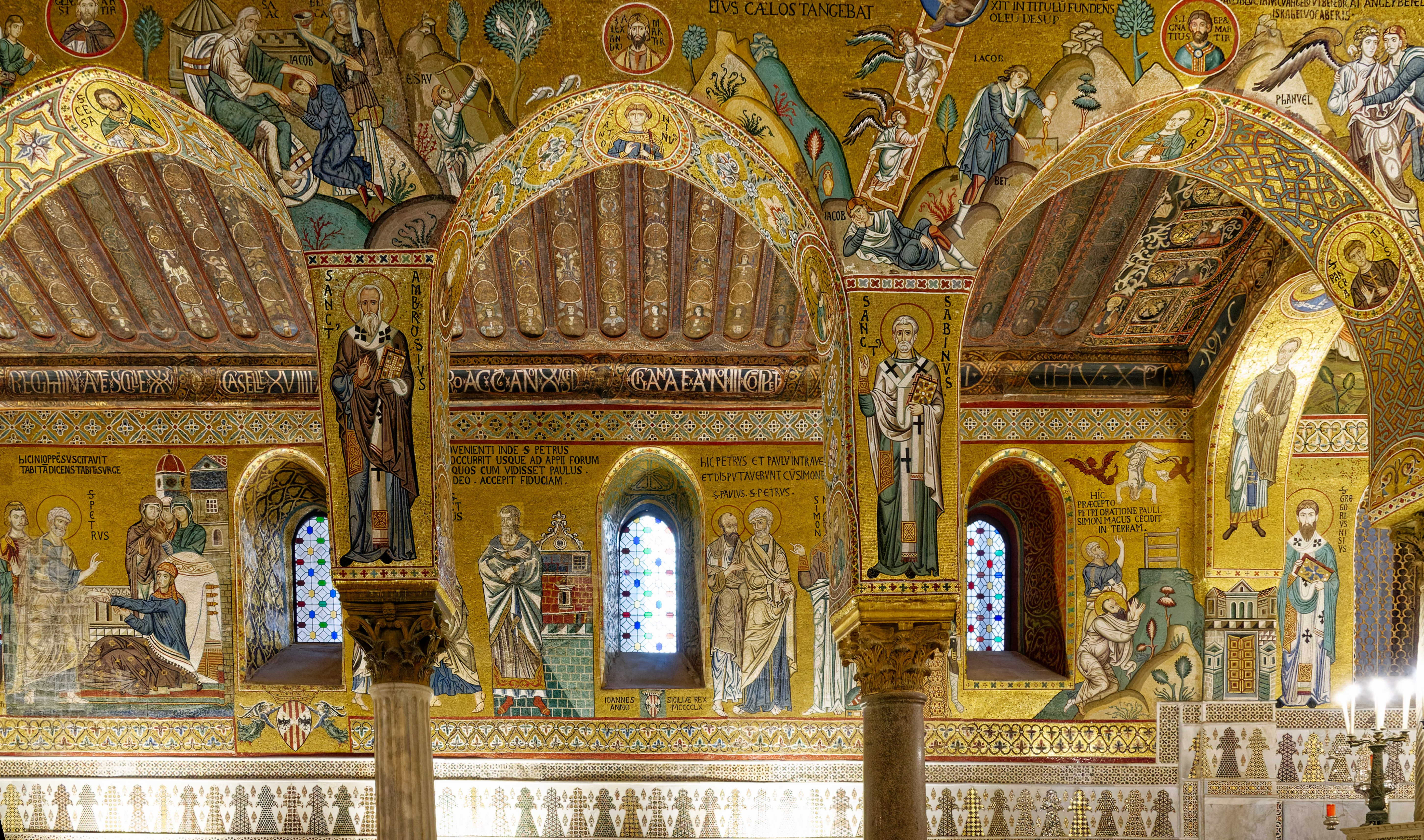
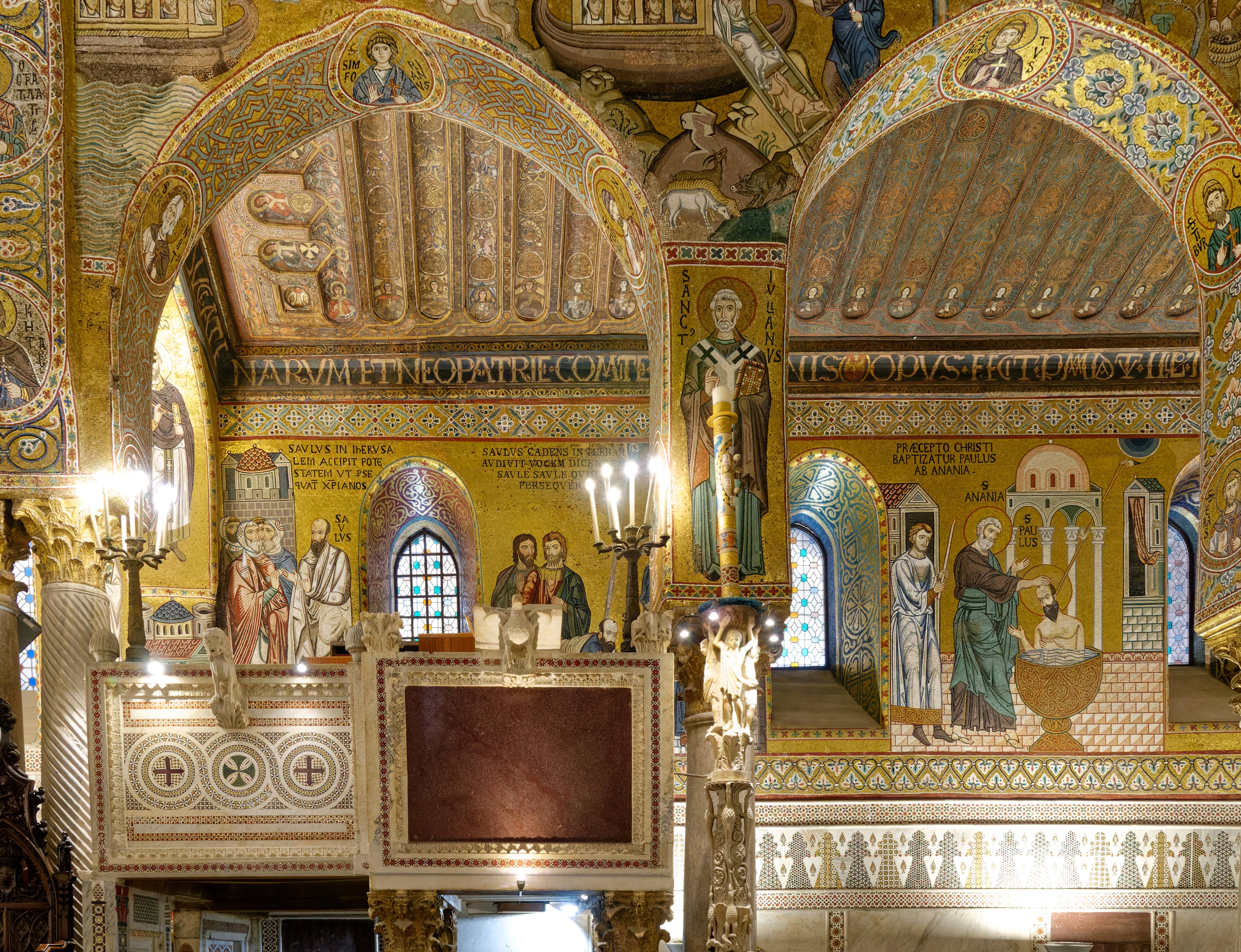